# Gare de Bourg-Léopold
La gare de Bourg-Léopold (en néerlandais : station Leopoldsburg) est une gare ferroviaire belge de la ligne 15, d'Anvers à Hasselt située à proximité du centre-ville de Bourg-Léopold dans la commune du même nom, en province de Limbourg en Région flamande.
Depuis la fermeture des guichets, en 2015, c'est un point d'arrêt non gardé (PANG) à accès libre de la Société nationale des chemins de fer belges (SNCB) desservi par des trains InterCity (IC).

## Histoire

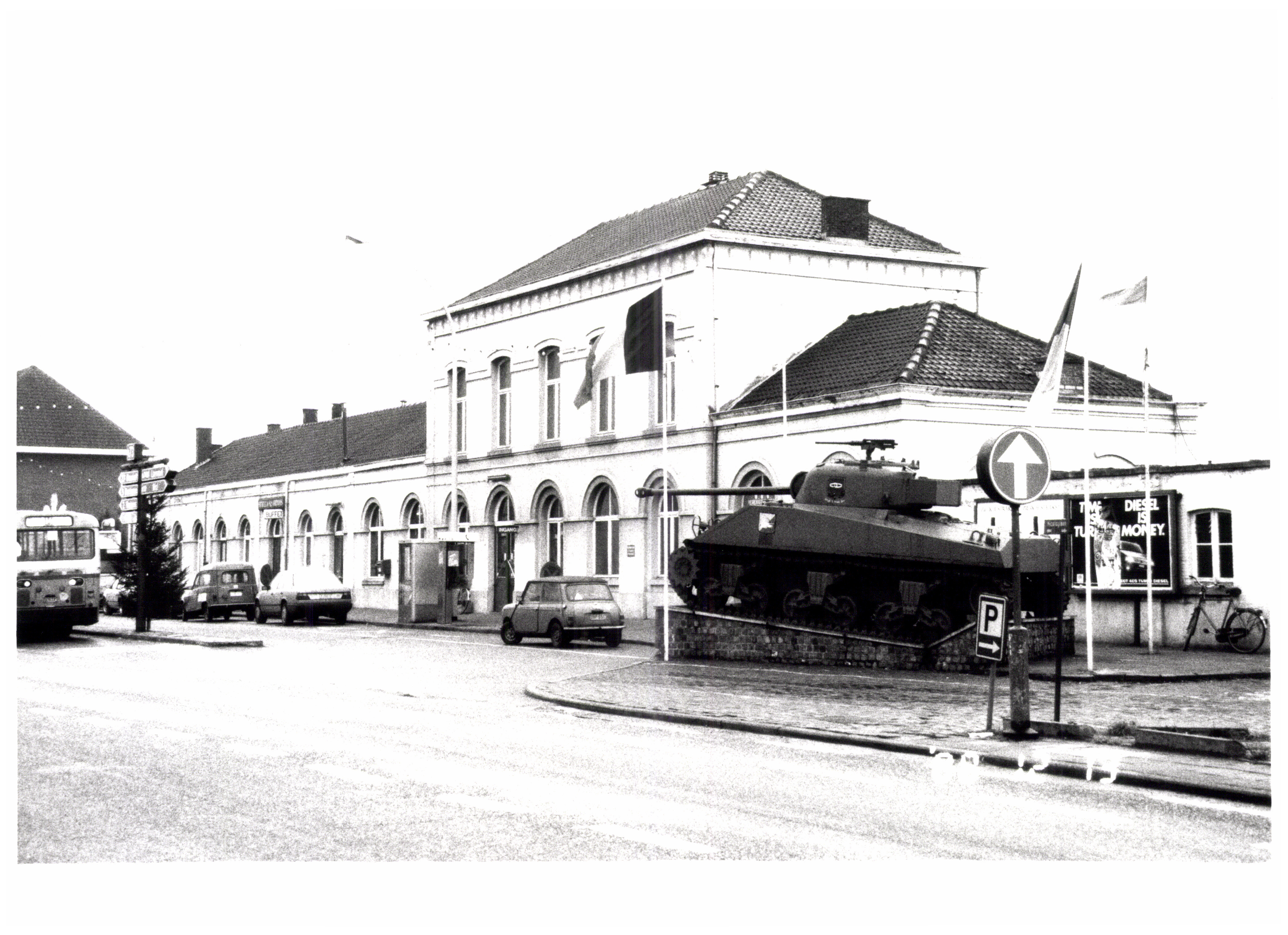
Côté rue (1988).
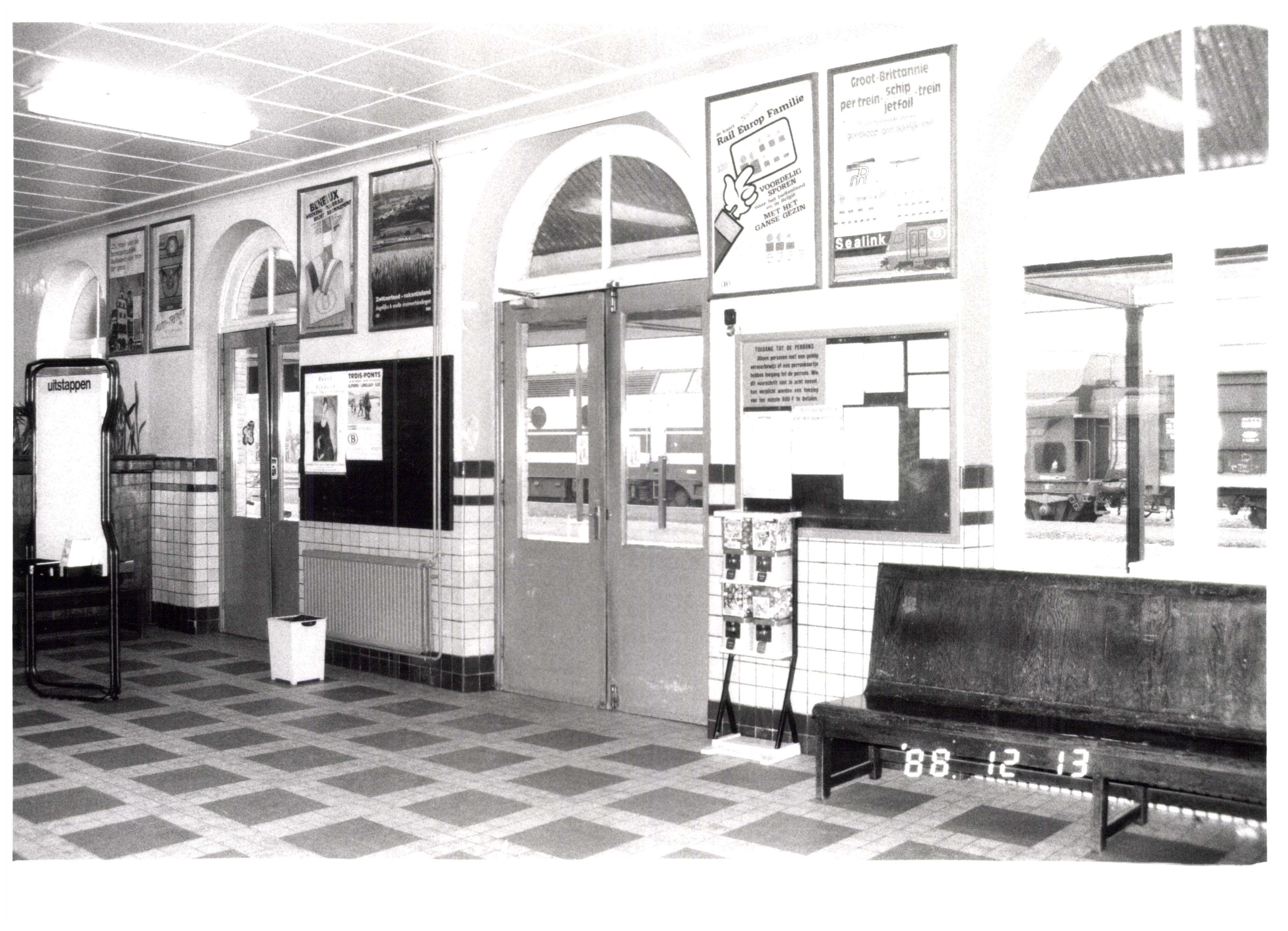
Guichets.
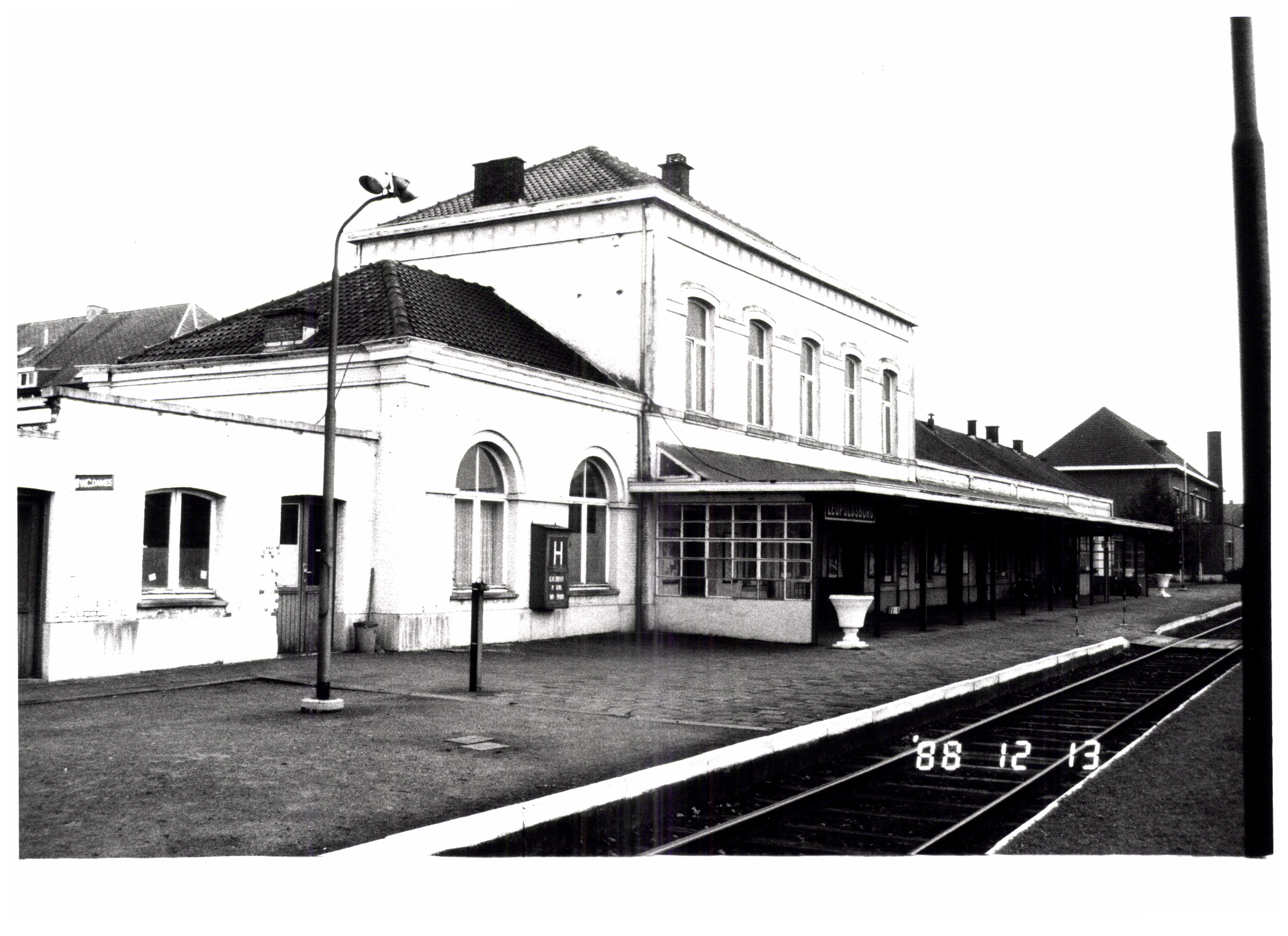
côté quais.
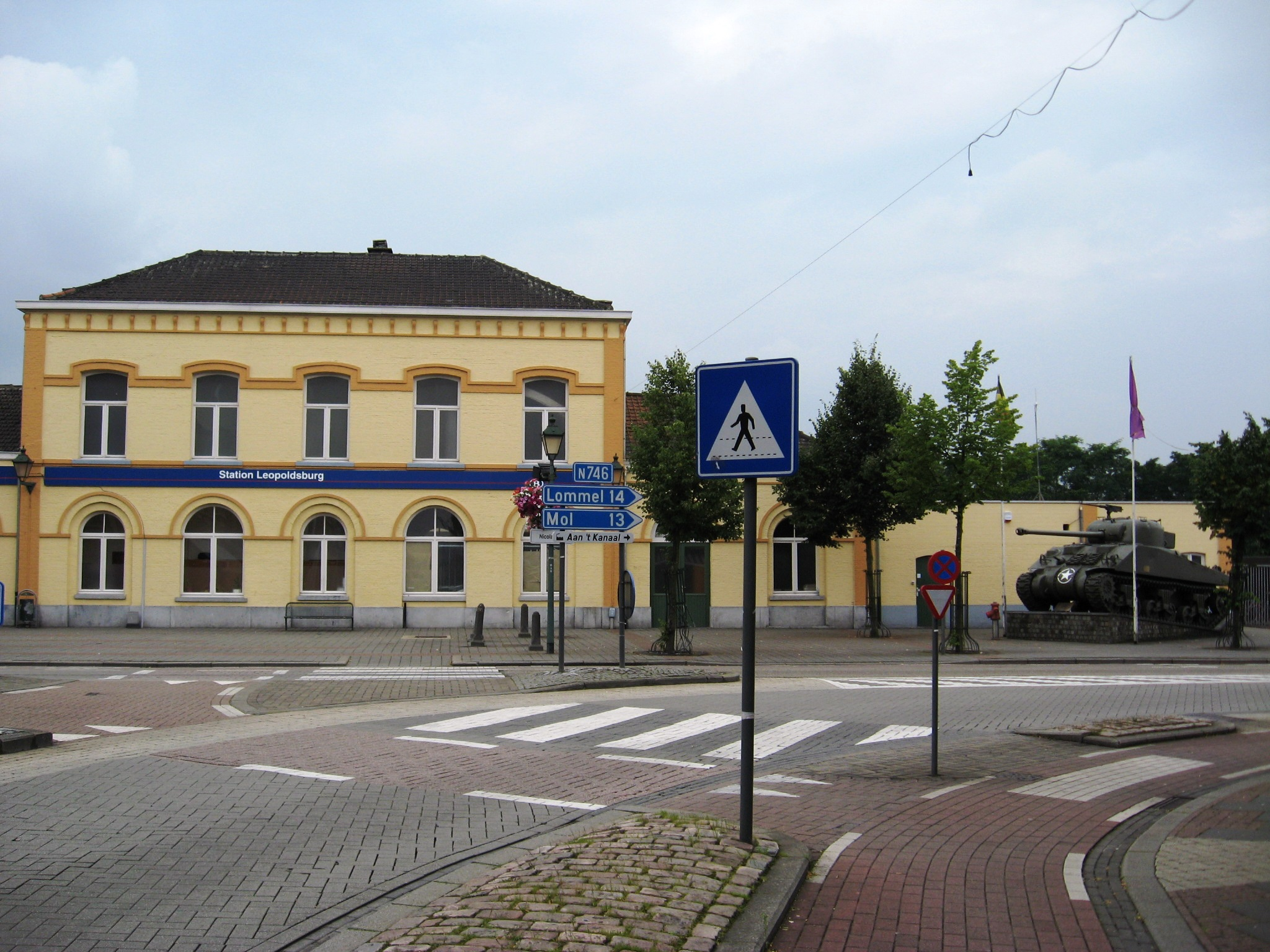
La gare et le char Sherman (2007).

## Service des voyageurs

### Accueil
La gare de Bourg-Léopold est un point d'arrêt non gardé (PANG) à accès libre. L'achat des tickets s'effectue grâce à un automate de vente à proximité du parc de stationnement. Un passage piétons, à niveau, permet le passage d'un quai à l'autre.

### Desserte
Bourg-Léopold est desservie par des trains InterCity (IC) de la SNCB circulant sur la ligne commerciale 15 : Anvers - Lierre - Mol - Hasselt (voir brochure SNCB de la ligne 15).
La desserte est quasi identique en semaine et les week-ends. Elle est constituée de trains IC-10 reliant Anvers-Central à Hasselt via Mol, toutes les heures.

## Comptage voyageurs
Ce graphique et tableau montre le nombre de voyageurs embarquant en moyenne durant la semaine, le samedi et le dimanche.
| Nombre de passagers qui embarquent à la gare de Bourg-Léopold | Nombre de passagers qui embarquent à la gare de Bourg-Léopold | Nombre de passagers qui embarquent à la gare de Bourg-Léopold | Nombre de passagers qui embarquent à la gare de Bourg-Léopold |
|                                                               | Semaine                                                       | Samedi                                                        | Dimanche                                                      |
| ------------------------------------------------------------- | ------------------------------------------------------------- | ------------------------------------------------------------- | ------------------------------------------------------------- |
| 1977                                                          | 330                                                           | 186                                                           | 216                                                           |
| 1978                                                          | 386                                                           | 110                                                           | 173                                                           |
| 1979                                                          | 314                                                           | 102                                                           | 125                                                           |
| 1980                                                          | 356                                                           | 80                                                            | 149                                                           |
| 1981                                                          | 385                                                           | 95                                                            | 146                                                           |
| 1982                                                          | 332                                                           | 118                                                           | 116                                                           |
| 1983                                                          | 312                                                           | 111                                                           | 160                                                           |
| 1984                                                          | 351                                                           | 118                                                           | 154                                                           |
| 1985                                                          | 336                                                           | 124                                                           | 132                                                           |
| 1986                                                          | 252                                                           | 119                                                           | 144                                                           |
| 1987                                                          | 263                                                           | 88                                                            | 107                                                           |
| 1988                                                          | 254                                                           | 141                                                           | 155                                                           |
| 1989                                                          | 251                                                           | 126                                                           | 112                                                           |
| 1990                                                          | 256                                                           | 117                                                           | 159                                                           |
| 1991                                                          | 251                                                           | 111                                                           | 172                                                           |
| 1992                                                          | 224                                                           | 130                                                           | 209                                                           |
| 1993                                                          | 242                                                           | 106                                                           | 128                                                           |
| 1994                                                          | 258                                                           | 123                                                           | 137                                                           |
| 1995                                                          | 219                                                           | 121                                                           | 206                                                           |
| 1996                                                          | 228                                                           | 118                                                           | 157                                                           |
| 1997                                                          | 267                                                           | 120                                                           | 150                                                           |
| 1998                                                          | 267                                                           | 98                                                            | 96                                                            |
| 1999                                                          | 252                                                           | 120                                                           | 114                                                           |
| 2000                                                          | 345                                                           | 134                                                           | 169                                                           |
| 2001                                                          | 280                                                           | 132                                                           | 110                                                           |
| 2002                                                          | 278                                                           | 118                                                           | 123                                                           |
| 2003                                                          | 344                                                           | 178                                                           | 170                                                           |
| 2004                                                          | 401                                                           | 121                                                           | 134                                                           |
| 2005                                                          | 447                                                           | 128                                                           | 202                                                           |
| 2006                                                          | 471                                                           | 194                                                           | 196                                                           |
| 2007                                                          | 492                                                           | 162                                                           | 188                                                           |
| 2008                                                          | -                                                             | -                                                             | -                                                             |
| 2009                                                          | 495                                                           | 181                                                           | 203                                                           |
| 2010                                                          | -                                                             | -                                                             | -                                                             |
| 2011                                                          | -                                                             | -                                                             | -                                                             |
| 2012                                                          | 594                                                           | 165                                                           | 242                                                           |
| 2013                                                          | 553                                                           | 234                                                           | 158                                                           |
| 2014                                                          | 463                                                           | 132                                                           | 166                                                           |
| 2015                                                          | 331                                                           | 129                                                           | 108                                                           |
| 2016                                                          | 321                                                           | 109                                                           | 121                                                           |
| 2017                                                          | 313                                                           | 106                                                           | 128                                                           |
| 2018                                                          | 428                                                           | 172                                                           | 161                                                           |
| 2019                                                          | 380                                                           | 220                                                           | 110                                                           |
| 2020                                                          | 280                                                           | 131                                                           | 75                                                            |
| 2021                                                          | -                                                             | -                                                             | -                                                             |
| 2022                                                          | 312                                                           | 250                                                           | 133                                                           |
| 2023                                                          | 374                                                           | 243                                                           | 125                                                           |
| 2024                                                          | 371                                                           | 56                                                            | 75                                                            |